# موريس غولدن
موريس غولدن (بالإنجليزية: Maurice Golden)‏ هو سياسي بريطاني، ولد في 12 يناير 1980. حزبياً، نشط في الاسكتلنديون المحافظون ‏. في 2016 Scottish Parliament election ‏، انتخب Member of the 5th Scottish Parliament ‏ عن دائرة West Scotland (Scottish Parliament electoral region) ‏ وقد انضم خلال فترته النيابية ‏ (5 مايو 2016 – ) للكتلة البرلمانية الاسكتلنديون المحافظون ‏.